# Thalasseus bengalensis
El charrán bengalí (Thalasseus bengalensis) es un ave de la familia Sternidae que habita en África, Eurasia y Oceanía. Cría en las costas subtropicales desde el mar Rojo, por todo el océano Índico, el Pacífico occidental hasta Australia, con una significativa población en las costas del Mediterráneo libio.
También cría escasamente en las costa de España, Italia y Francia, aunque su observación en España se realiza fundamentalmente en su paso, que bordeando la costa de África, se dirige hacia sus colonias de nidificación en la costa de Libia. Por lo tanto, las zonas más propicias para observar esta especie son las inmediaciones del estrecho de Gibraltar y el mar de Alborán, principalmente desde la costa de la ciudad autónoma de Ceuta.
La población australiana probablemente es sedentaria, pero las demás son migratorias y pasan el invierno en el sur, incluso hasta Sudáfrica. T. bengalensis es una de las especies a las que se le aplica el Tratado para la conservación de las aves acuáticas afro-euroasiáticas (AEWA), y una de las diez aves marinas en el listado de su plan de acción.

## Taxonomía
Su taxonomía se encuentra disputada, mientras unos lo mantienen en el género Sterna, como Sterna bengalensis otros lo agrupan en el género Thalasseus, junto al charrán patinegro, el charrán chino y charrán real.

### Subespecies
El charrán bengalí tiene tres subespecies locales, que se diferencian en el tamaño y detalles menores del plumaje:
- T. b. emigrata: cría en el Mediterráneo principalmente en islas junto a la costa de Libia, y pasa el invierno en África Occidental. Es gris pálido por encima (solo ligeramente más oscuro que el charrán patinegro).

- T. b. bengalensis: cría al norte del Índico, y pasa el invierno en Sudáfrica. Es de color gris medio por encima y es ligeramente más pequeña que las demás.

- T. b. torresii: Cría desde Indonesia hasta Queensland, en Australia, e inverna en la misma área. Es de color gris oscuro por encima.

La subespecie emigrata es la que normalmente tiene su paso por el sur de España y es divagante por Europa en pequeño número, y se ha registrado su cría en España, Italia, Francia e Inglaterra.

## Descripción

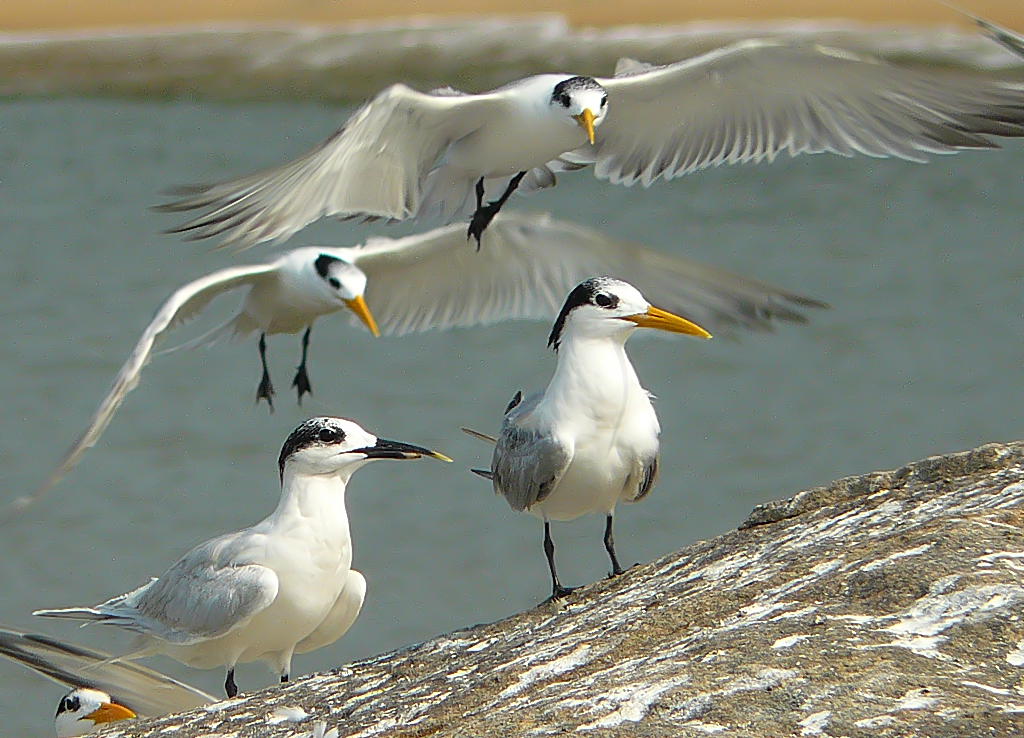
Varios charranes bengalíes con un charrán patinegro (esquina inf. izquierda) en Kannur, India.

Es un charrán de tamaño medio grande, con una longitud de 36-41 cm y una envergadura alar de 95-110 cm, muy similar en talla y aspecto general con tres de sus parientes más próximos el charrán patinegro, el charrán elegante y el charrán chino. Los adultos en verano tienen un capirote negro, las patas negras y un pico largo de color anaranjado. La espalda, parte superior de las alas, la zona anal y las plumas centrales de la cola son de color gris y las demás partes inferiores blancas. Además plumas primarias se oscurecen durante el verano. En invierno la frente se vuelve blanca.
Su zona anal gris es útil para identificarlas en vuelo al diferenciarlas de sus parientes próximas. Además se puede diferenciar de ellos por su pico: el charrán elegante que tiene el pico más largo y estrecho, mientras que el charrán chino tiene la punta del pico negro y el charrán patinegro tiene el pico negro con la punta amarilla.
Los juveniles del charrán bengalí se parecen a los individuos de la misma edad del patinegro, pero tienen los picos naranja amarillento, las partes superiores más claras, con manchas oscuras en forma de media luna en las plumas de su manto.

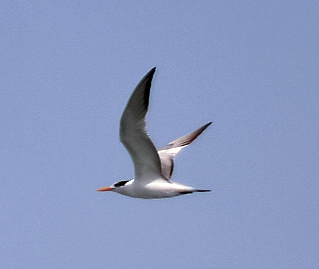
Individuo en vuelo en Chilika, India.

Hay otros dos charranes con el pico anaranjado dentro de su área de distribución, el charrán real y el charrán piquigualdo. Ambos son mucho más grandes y con el pico más robusto. El charrán real tiene la cola y la zona anal blanca, mientras que el piquigualdo (que también presente la zona anal gris) tiene las zonas superiores más oscuras y el pico más amarillento.

## Comportamiento

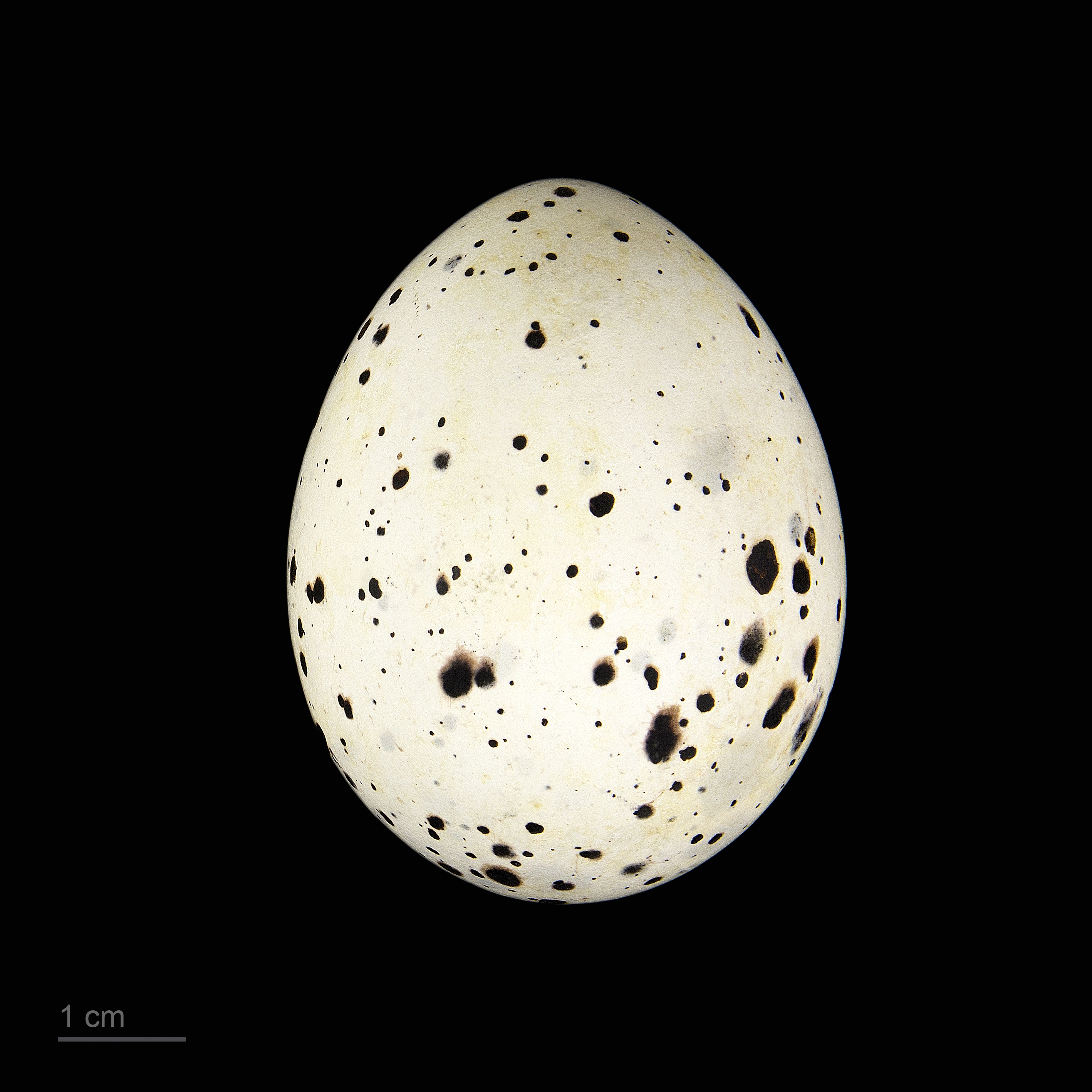
Thalasseus bengalensis - MHNT

Esta especie cría en densas colonias en las costas y en islas. Construye su nido en el suelo escarbando someramente y pone uno o dos huevos (raramente tres). Su comportamiento anidatorio es similar al charrán patinegro eludiendo a los depredadores con su alta densidad de anidación. Además (al menos la raza emigrata) anida al final del verano cuando su depredador de nidos, la gaviota patiamarilla, ha terminado su cría y se marcha de las zonas de anidamiento.
Como todos los charranes del género Thalasseus, el charrán bengalí se alimenta pescando mediante zambullidas en picado, generalmente en medios salinos. Normalmente se zambulle directamente sin cernirse como el charrán ártico. Las ofrendas de pescado del macho a la hembra forman parte de la parada nupcial.